# صوفي راندل
صوفي راندل (بالإنجليزية: Sophie Rundle)‏ هي ممثلة بريطانية ولدت في 21 أبريل 1988م .

## وصلات خارجية
- صوفي راندل على موقع IMDb (الإنجليزية)
- صوفي راندل على موقع روتن توميتوز (الإنجليزية)
- صوفي راندل على موقع ألو سيني (الفرنسية)
- صوفي راندل على موقع ميوزك برينز (الإنجليزية)
- صوفي راندل على موقع أول موفي (الإنجليزية)
- صوفي راندل على موقع قاعدة بيانات الفيلم (الإنجليزية)